# Phoenix Suns 1978-1979
La stagione NBA 1978-1979 fu l'11ª stagione della storia dei Phoenix Suns che si concluse con un record di 50 vittorie e 32 sconfitte nella regular season, il 2º posto nella Pacific Division, e il 3º posto nella Western Conference.
Nei playoff del 1979 dopo aver battuto al primo turno i Portland Trail Blazers, sconfisse i Kansas City Kings, per poi perdere contro i Seattle SuperSonics, futuri campioni NBA.

## Draft
| Giro | Scelta | Giocatore    | Posizione   | Nazionalità | Università/Club |
| ---- | ------ | ------------ | ----------- | ----------- | --------------- |
| 1    | 19     | Marty Byrnes | ala piccola | Stati Uniti | Syracuse        |

## Regular season
| Squadra                | V  | P  | %    | GB |
| ---------------------- | -- | -- | ---- | -- |
| Seattle SuperSonics C  | 52 | 30 | 63,4 | -  |
| Phoenix Suns           | 50 | 32 | 61,0 | 2  |
| Los Angeles Lakers     | 47 | 35 | 57,3 | 5  |
| Portland Trail Blazers | 45 | 37 | 54,9 | 7  |
| San Diego Clippers     | 43 | 39 | 52,4 | 9  |
| Golden State Warriors  | 38 | 44 | 46,3 | 14 |

## Play-off

### Primo turno
Gara 1
| 10 aprile 1979 | Phoenix Suns | 107 – 103 | Portland Trail Blazers |  |

Gara 2
| 13 aprile 1979 | Portland Trail Blazers | 96 – 92 | Phoenix Suns |  |

Gara 3
| 15 aprile 1979 | Phoenix Suns | 101 – 91 | Portland Trail Blazers |  |

### Semifinali di Conference
Gara 1
| 17 aprile 1979 | Phoenix Suns | 102 – 99 | Kansas City Kings |  |

Gara 2
| 20 aprile 1979 | Kansas City Kings | 111 – 91 | Phoenix Suns |  |

Gara 3
| 22 aprile 1979 | Phoenix Suns | 108 – 93 | Kansas City Kings |  |

Gara 4
| 25 aprile 1979 | Kansas City Kings | 94 – 108 | Phoenix Suns |  |

Gara 5
| 27 aprile 1979 | Phoenix Suns | 120 – 99 | Kansas City Kings |  |

### Finale di Conference
Gara 1
| 1º maggio 1979 | Seattle SuperSonics | 108 – 93 | Phoenix Suns |  |

Gara 2
| 4 maggio 1979 | Seattle SuperSonics | 103 – 97 | Phoenix Suns |  |

Gara 3
| 6 maggio 1979 | Phoenix Suns | 113 – 103 | Seattle SuperSonics |  |

Gara 4
| 8 maggio 1979 | Phoenix Suns | 100 – 91 | Seattle SuperSonics |  |

Gara 5
| 11 maggio 1979 | Seattle SuperSonics | 93 – 99 | Phoenix Suns |  |

Gara 6
| 13 maggio 1979 | Phoenix Suns | 105 – 106 | Seattle SuperSonics |  |

Gara 7
| 17 maggio 1979 | Seattle SuperSonics | 114 – 110 | Phoenix Suns |  |

## Roster
| N° | Naz.                   | Ruolo | Sportivo       | Anno | Alt. | Peso |
| -- | ---------------------- | ----- | -------------- | ---- | ---- | ---- |
| 6  | Stati Uniti (bandiera) | GA    | Walter Davis   | 1954 | 198  | 88   |
| 10 | Stati Uniti (bandiera) | G     | Don Buse       | 1950 | 193  | 86   |
| 12 | Stati Uniti (bandiera) | G     | Ted McClain    | 1946 | 185  | 82   |
| 14 | Stati Uniti (bandiera) | GA    | Alvin Scott    | 1955 | 201  | 84   |
| 21 | Stati Uniti (bandiera) | AC    | Truck Robinson | 1951 | 201  | 102  |
| 23 | Stati Uniti (bandiera) | G     | Mike Bratz     | 1955 | 188  | 84   |
| 24 | Stati Uniti (bandiera) | A     | Gar Heard      | 1948 | 198  | 99   |
| 30 | Stati Uniti (bandiera) | G     | Ron Lee        | 1952 | 193  | 88   |
| 33 | Stati Uniti (bandiera) | AC    | Alvan Adams    | 1954 | 206  | 95   |
| 35 | Stati Uniti (bandiera) | C     | Bayard Forrest | 1954 | 208  | 107  |
| 44 | Stati Uniti (bandiera) | G     | Paul Westphal  | 1950 | 193  | 88   |
| 45 | Stati Uniti (bandiera) | A     | Marty Byrnes   | 1956 | 201  | 98   |
| 50 | Stati Uniti (bandiera) | AC    | Joel Kramer    | 1955 | 201  | 92   |

## Staff tecnico
- Allenatore: John MacLeod
- Vice-allenatore: Al Bianchi
- Preparatore atletico: Joe Proski

### Arrivi/partenze
Mercato e scambi avvenuti durante la stagione:
Arrivi
| N° | Naz.                   | Ruolo | Sportivo       |  | Alt. |  |
| -- | ---------------------- | ----- | -------------- |  | ---- |  |
| 21 | Stati Uniti (bandiera) | AG    | Truck Robinson |  |      |  |

Partenze
| N° | Naz.                   | Ruolo | Sportivo     |  | Alt. |  |
| -- | ---------------------- | ----- | ------------ |  | ---- |  |
| 30 | Stati Uniti (bandiera) | P     | Ron Lee      |  |      |  |
| 45 | Stati Uniti (bandiera) | AP    | Marty Byrnes |  |      |  |

## Premi e onorificenze
- Paul Westphal incluso nell'All-NBA First Team
- Walter Davis incluso nell'All-NBA Second Team
- Don Buse incluso nell'All-Defensive First Team